# Liste der denkmalgeschützten Objekte in Grafenschachen
Die Liste der denkmalgeschützten Objekte in Grafenschachen enthält die denkmalgeschützten, unbeweglichen Objekte der Gemeinde Grafenschachen.

## Denkmäler
| Foto |                 | Denkmal                                                                    | Standort                                          | Beschreibung | Metadaten |
| ---- | --------------- | -------------------------------------------------------------------------- | ------------------------------------------------- | --- | --- |
| ja   | Datei hochladen | Hügelgräberfeld Grafenschachen-Kroisegg HERIS-ID: 112153 Objekt-ID: 130214 | Hieseggwald Standort KG: Grafenschachen           | | BDA-Hist.: Q37828876 Status: Bescheid Stand der BDA-Liste: 2025-06-30 Name: Hügelgräberfeld Grafenschachen-Kroisegg GstNr.: 1362, 1367, 1368, 1375, 1376, 1382, 1383 |
| ja   | Datei hochladen | Kath. Pfarrkirche HERIS-ID: 11981 Objekt-ID: 8113                          | bei Grafenschachen 16 Standort KG: Grafenschachen | Die einschiffige Saalkirche mit Westturm wurde 1880 in etwas erhöhter Position errichtet. Der Hochaltar ist neoromanisch, die Kanzel stammt aus der Spätbarockzeit. | BDA-Hist.: Q23890991 Status: § 2a Stand der BDA-Liste: 2025-06-30 Name: Kath. Pfarrkirche GstNr.: 223 Katholische Pfarrkirche Grafenschachen                         |
| ja   | Datei hochladen | Straßenbrücke, Römerbrücke HERIS-ID: 11986 Objekt-ID: 8119                 | Standort KG: Kroisegg                             | Die „Römerbrücke“ wurde vermutlich um 1750 errichtet. Sie liegt in den beiden Gemeinden Grafenschachen und Pinkafeld.                                               | BDA-Hist.: Q64026671 Status: § 2a Stand der BDA-Liste: 2025-06-30 Name: Straßenbrücke, Römerbrücke GstNr.: 513 Römerbrücke Pinkafeld-Grafenschachen                  |